# كونك (مازو)
کونك (بالفارسية: کونک) هي قرية تقع في قسم مازو الريفي، بمقاطعة أنديمشك التابعة لمحافظة خوزستان، إيران.